# 263 Dywizja Strzelecka (ZSRR)
263 Dywizja Strzelecka (ros. 263-я стрелковая дивизия) – związek taktyczny (dywizja) Armii Czerwonej.
Sformowana w 1941, w związku z niemiecką agresją na ZSRR. Broniła Karelii przed armią fińską, przerzucona na Krym forsowała Sywasz. Wojnę zakończyła w Gdańsku.